# Robert de Saint-Loup
Robert, marquès de Saint-Loup-en-Bray, anomenat Robert de Saint-Loup, és un personatge de l'obra de Marcel Proust A la recerca del temps perdut.

## Genealogia
Robert de Saint-Loup és el fill del comte i de la comtessa Marie-Aymard de Marsantes.
És el nebot per part de mare del baró de Charlus i del duc i de la duquessa de Guermantes.

## Aparicions a laRecerca
Amic del narrador, aquest en fa la coneixença a Balbec en el moment de la seva primera estada (ii-2, 29). En aquesta època es prepara a l'Escola de cavalleria de Saumur i és un gran lector de Nietzsche i de Proudhon. L'àvia del narrador li dona cartes manuscrites d'aquest últim en el moment de la seva partença, cosa que l'omple de joia (ii-2, 151). Es mostra sempre molt amatent a la salut del narrador, que considera com un intel·lectual. Sota la influència de Rachel, que és llavors la seva amant, és dreyfusard (iii, 97). El narrador li ret visita a Doncières, la ciutat on està acantonat el seu regiment: Robert hi revela la seva passió per a l'estratègia militar quan aquesta s'eleva al rang d'estètica (iii, 98-105). Una vegada que ell ha trencat amb Rachel, abandona el partit dreyfusard.
A Albertine desapareguda, marxa cap a la Turena per intentar fer tornat Albertine a París però fracassa (vii-1, 59) perquè Albertine el troba. Casat amb Gilberte Swann, ell l'enganya i li menteix constantment (viii-1, 10) encara que l'estima. "Invertit", segons la denominació de l'època, té una vinculació amb Morel que manté en el temps.
El narrador se'l troba en El temps retrobat (viii-1, 79): exposa teories en matèria d'estratègia la validesa de les quals serà verificada en el moment dels combats. Al front, escriu llargues cartes al narrador en les quals es revelen tota la seva sensibilitat literària i el seu menyspreu per la germanofòbia provocada pel conflicte. Mor heroicament en combat (viii-1, 208), pèrdua que serà sincerament lamentada per la seva dona i per la seva tia, la duquessa de Guermantes.
Robert de Saint-Loup és l'amic del narrador: persuadit que aquest és del partit de la seva família que s'oposa a la seva connexió amb Rachel, li escriu una carta on li recrimina d'haver-lo traït. Forma part, com Charlus, d'aquests «intel·lectuals i xerraires impossibles d'aturar (intellectuels et causeurs impossibles à arrêter)» (viii-1, 93). Esperit brillant i conreat, no té cap prejudici de classe i no concedeix cap més importància que a la noblesa del cor i a la de la intel·ligència.

### Descripció
A Noms de país: el país, dins del volum de la Recerca A l'ombra de les noies en flor, el narrador el descriu físicament: «...alt, esvelt, el coll destapat, el cap ben alt en actitud orgullosa, un home jove d'ulls penetrants amb una pell tan rossa i uns cabells tan daurats com si haguessin absorbit tots els rajos del sol. Vestit amb una roba lleugera i blanquinosa com mai m'hauria imaginat que un home gosaria portar, i d'una finor que —no menys que la frescor del menjador— evocava la calor i el bon temps de l'exterior, caminava ràpid. Els seus ulls, d'un dels quals queia tota l'estona un monocle, eren del color del mar.»

## Model del personatge
La novel·la de Proust no és una "novel·la de referències": els seus personatges manlleven sempre els seus trets i característiques a diverses persones (fins i tot, de vegades, a personatges de ficció). Com a models de Saint-Loup es mencionen, preferentment, dos amics de Proust: el marquès Louis Suchet de Albufera (amant de Louisa de Mornand, amb qui va haver de trencar i casar-se dins del seu ambient sota la pressió de la seva família – com és el cas de Saint-Loup amb Rachel), i Bertrand de Fénelon (qui es va prometre i va morir en els primers mesos de la guerra de 1914-1918 tot continuant admirant la cultura alemanya i Wagner – com Saint-Loup a El temps retrobat).
Fénelon és particularment recognoscible en l'evocació d'una bonica escena d'ímpetu afectuós: Un vespre de 1902, al restaurant Chez Larue, Marcel Proust s'estava queixant de corrents d'aire fred. Immediatament, Bertrand de Fénelon va executar un ballet acrobàtic entre les taules dels habituats per dur el més ràpidament possible a l'escriptor un amic, que tremolava sobre la seva banqueta.
Tanmateix, el vescomte, i després comte, Clément de Maugny (Sant Petersburg 1873- Draillant 1944) és probablement el principal inspirador del personatge de Robert de Saint-Loup, i el menys conegut. La seva mare, Honorine de Komar era la neboda de la comtessa Potocka, protectora i amiga de Frédéric Chopin, i de la no menys cèlebre princesa Charles de Beauvau (1820-1880). Era també la cosina germana de la comtessa de Briey, de la comtessa de Ludres i de la comtessa de Choiseul-Praslin. Proust la va trobar a l'hotel familiar del carrer Kléber i és força possible que li servís de model per a la Madame de Marsantes de la Recerca. Clément era el fill únic del seu segon matrimoni, molt bonic, gran, bru als ulls verds, a la vegada seductor i atent, apassionat per la geopolítica. En les seves cartes, i sobretot en les seves dedicatòries a Clément de Maugny, Marcel Proust parla en diverses ocasions de la «tendresa» particular que ha experimentat durant la seva vida, pel que fa, fins a la fi de la seva vida, a un dels seus millors amics. Al·lusiu com era el seu costum, no pot dissimular la força dels records – o del recordar – que els lliguen l'un a l'altre i que ha de datar en la seva trobada a París al començament dels anys 1890 a casa del seu cosí Ferri de Ludres. El comte Charles-Albert de Maugny, pare del jove vescomte, era llavors, sota el nom de ploma de Zed, un mundà present en els cercles tancats del Faubourg Saint-Germain, en els ambients diplomàtics i en el món de l'edició i de la premsa. És a aquest últim a qui Marcel Proust apel·larà per mirar de publicar un dels seus primers articles al Gaulois. Nombrosos elements biogràfics, petits i grans esdeveniments, llocs ben precisos,relacions íntimes com la duquessa de Vendôme, Léon Delafosse, Jeanne Bartholoni, el comte de Chevilly, i molt en especial Clément de Maugny, troben un eco a Jean Santeuil i a la Recerca.
Amb el benentès que no es pot pas no pensar en Robert Proust, el propi germà de l'escriptor. Més inquietant, el nom Robert de Saint-Loup és gairebé una anagrama d'Albertine+Proust, barreja home-dona, confusió de la realitat i de la ficció i síntesi de la principal parella del llibre.
Henri de Réveillon, personatge de Jean Santeuil, apareix com a el que seria el prototip del personatge de Robert de Saint-Loup-en-Bray.
Proust reemplaça Maugny per Bertrand de Fénelon en el transcurs de l'estiu de 1902. S'inspira en la seva mort al camp de batalla per a aquella de Saint-Loup.
Altres trets del personatge s'han inspirat en el jove príncep Léon Radziwill, en Gaston Arman de Caillavet i sobretot en Armand de Gramont, duc de Guiche, gran amic de Proust des de 1902 i gendre de la comtessa Greffulhe, model d'Oriane, duquessa de Guermantes i de la seva cosina la princesa de Guermantes.«Tot allò pot molt bé aplicar-se a G. que he pres, des del començament, com el model de Saint-Loup, i que em va molt bé.», escrivia a l'autor Robert de Montesquiou l'any 1921.

## Intèrprets en adaptacions cinematogràfiques
- Dominic Jephcott en el documental britànic The Modern World: Ten Great Writers, episodi Marcel Proust's "A la recherche du temps perdu" de Nigel Wattis (1988)
- Pascal Greggory a Le Temps retrouvé de Raoul Ruiz (1999)
- Andy Gillet a À la recherche du temps perdu de Nina Companeez (2011)